# Сьленза (Нижньосілезьке воєводство)
Сьленза (пол. Ślęza, нім. Lohe) — село в Польщі, у гміні Кобежиці Вроцлавського повіту Нижньосілезького воєводства.
Населення — 422 особи (2011).
У 1975-1998 роках село належало до Вроцлавського воєводства.

## Демографія
Демографічна структура станом на 31 березня 2011 року:
|          | Загалом | Допрацездатний вік | Працездатний вік | Постпрацездатний вік |
| -------- | ------- | ------------------ | ---------------- | -------------------- |
| Чоловіки | 210     | 42                 | 157              | 11                   |
| Жінки    | 212     | 47                 | 133              | 32                   |
| Разом    | 422     | 89                 | 290              | 43                   |